# Maisons-lès-Soulaines
Maisons-lès-Soulaines är en kommun i departementet Aube i regionen Grand Est (tidigare regionen Champagne-Ardenne) i nordöstra Frankrike. Kommunen ligger  i kantonen Soulaines-Dhuys som ligger i arrondissementet Bar-sur-Aube. År 2022 hade Maisons-lès-Soulaines 64 invånare.

## Befolkningsutveckling
Antalet invånare i kommunen Maisons-lès-Soulaines
Referens: INSEE